# محض رضای خدا (فیلم ۱۹۲۶)
محض رضای خدا (انگلیسی: For Heaven's Sake) فیلمی به کارگردانی سام تیلور است که در سال ۱۹۲۶ منتشر شد.

## بازیگران
- هارولد لوید
- جیمز میسون
- ارل موهان
- جوبینا رالستون
- لیو ویلیس
- نوآ یانگ
- رابرت دادلی
- بلانش پیسون
- جک گوین
- ارل موهان
- دیک راش
- ریچارد دنیلز
- اسکار اسمیت
- پل وایگل